# Кременчугский голос
«Кременчугский голос» — литературно-общественная и политически-экономическая газета, выходившая в Кременчуге в 1910—1916 годах.

## История
«Кременчугский голос» заменила закрытую газету «Кременчугская жизнь». С 2 февраля 1912 вместо газеты «Кременчугский голос» выходила с тем же составом сотрудников газета «Приднепровский голос».

## Выпуски по годам
- 1910 — № 1 (2-X) — № 41 (30-XII)
- 1911 — № 42 (1-I) — № 198 (31-XII)
- 1912 — № 199 (3-I) — № 211 (31-I)
- 1913 — № 212 (28-I)
- 1914 — № 213 (7-I), № 2 (29-XII)
- 1915 — № 1 (28-XII)
- 1916 — № 1 (24-XII).